# Bitwa pod Rynem

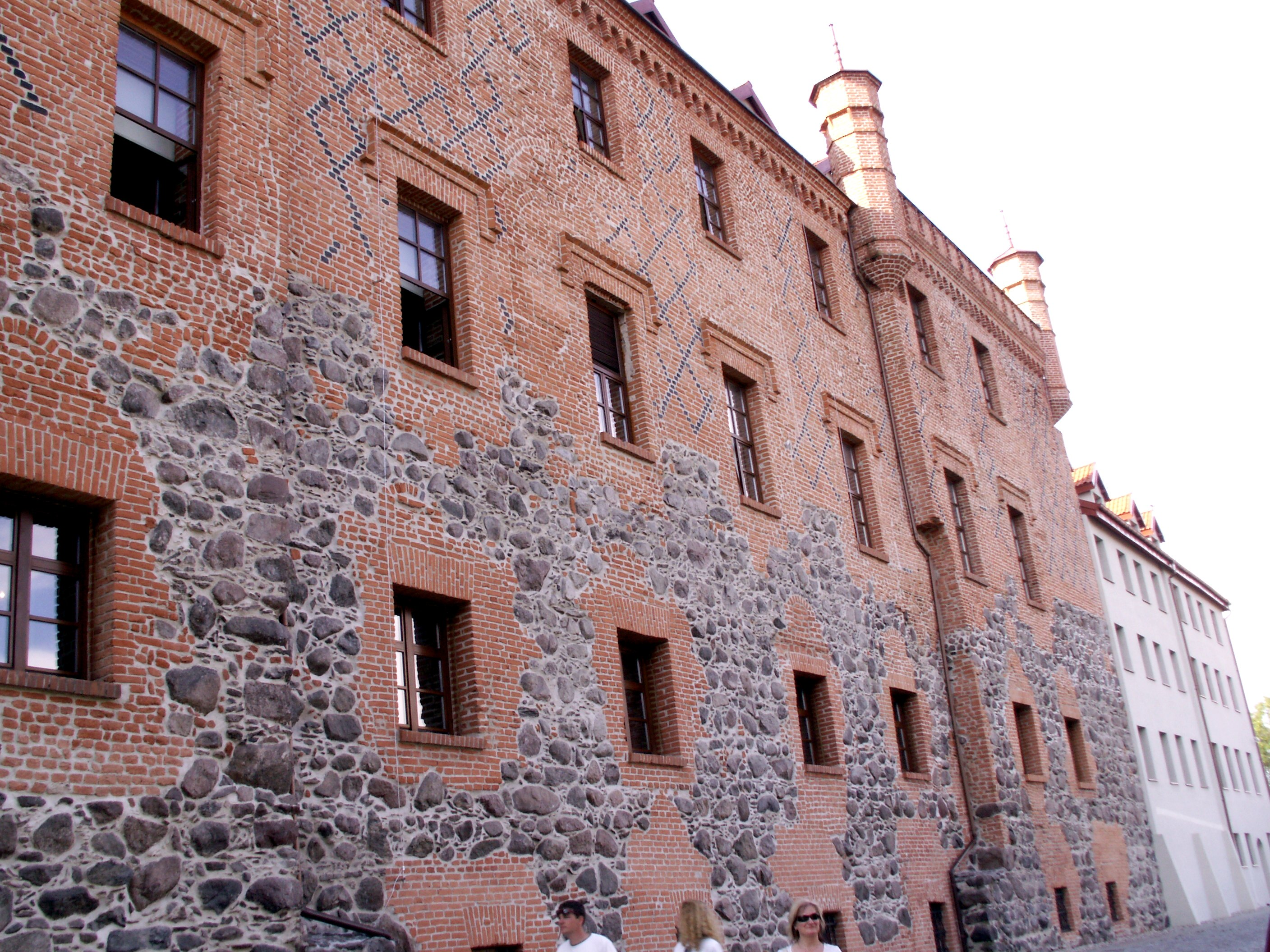
Gotycka część zamku w Rynie

Bitwa pod Rynem – starcie zbrojne, które miało miejsce 30 stycznia 1456 roku pomiędzy zaciężnym wojskiem zakonu krzyżackiego a zbrojnymi oddziałami ludności Mazur (tzw. wolnych oraz chłopów).
Pod koniec roku 1455 ludność chłopska ze wschodnich Mazur powstała przeciwko uciskowi fiskalnemu Zakonu oraz gwałtom i rabunkom okolicznych wsi jakich dopuszczały się załogi krzyżackie. Oblegana w zamku ryńskim załoga zakonna była zagrożona wymordowaniem lub śmiercią głodową. Zamek został zdobyty przez chłopów. Większość pojmanych obrońców (w tym kilku braci zakonnych), chłopi potopili w pobliskim jeziorze Ołów.
W okolice zamku w Rynie zostały wysłane oddziały krzyżackie z Olsztyna i Barczewa, które rozbiły źle wyszkolone oddziały chłopskie. Następnie krwawo rozprawiając się z nimi, bezlitośnie zabijając chłopów przywróciły tym samym własne panowanie nad tym rejonem. Zginęło około 500 chłopów a 19 dostało się do niewoli.